# 穆罕默德·艾因·道拉
穆罕默德·艾因·道拉（I. Muhammet Han，?—?），喀喇汗国纳赛尔·阿里的儿子。
阿里特勤去世后，其子伊利克·玉素甫继承了其父在中亚河中地区的基业。喀喇汗国阿里系（纳赛尔·阿里兄弟们的后代）对哈仑系（阿里特勤父亲哈仑的后代）占据河中不服，穆罕默德和弟弟贝里特勤伊卜拉欣先后起兵反对伊利克·玉素甫。穆罕默德首先在巴兹干起兵。最终，贝里特勤在河中建立西喀喇汗国。